# جامعة باريس دوفين
جامعة باريس دوفين أو باريس 9 (بالفرنسية: Université Paris-Dauphine)‏ إحدى الجامعات الباريسية الثلاثة عشرة. اسمها الرسمي «الجامعة التقنية لعلوم المؤسسات والقرار في باريس دوفين» (بالفرنسية: université de technologie en sciences des organisations et de la décision de Paris-Dauphine)‏. اكتسبت اسمها من بوابة دوفين في الدائرة السادسة عشرة. تتمحور مجالات الدراسة في الجامعة حول العلوم الإدارية والاقتصادية وتطبيقات الرياضيات والمعلوماتية في هذه المجالات.